# Eugène Ménégoz
Pour les articles homonymes, voir Ménégoz.
Louis Eugène Ménégoz, né le 25 septembre 1838 à Algolsheim (Haut-Rhin) et décédé le 29 octobre 1921, au 121 boulevard Raspail, à Paris, est un pasteur luthérien français et le fondateur du symbolo-fidéisme, une tendance théologique protestante libérale qui met en valeur l'attachement au symbolique et à la foi en Dieu plutôt que l'attachement à des dogmes. Il est le doyen de la Faculté de théologie protestante de Paris en 1901.

## Biographie
Eugène Ménégoz est le fils du pasteur Alexandre Ménégoz et de Wilhelmine Eugénie von Zabern. Il effectue toutes ses études à Strasbourg, à l'exception d'un semestre qu'il passe à Erlangen. Il entre au Séminaire protestant le 9 décembre 1857, puis à la Faculté de théologie protestante le 29 octobre 1859. Après avoir obtenu son baccalauréat de théologie, il est ordonné en 1866. Il décide alors de quitter l'Alsace et il est nommé pasteur de l'église des Billettes à Paris en 1866, poste qu'il conserve jusqu'en 1877. Il se marie le 12 mai 1868 avec Adèle Bitterlin. De ce couple naissent trois filles.
Durant la guerre franco-prussienne de 1870, il est nommé aumônier des prisonniers de guerre allemands protestants aux prisons de la Santé et de la Roquette en septembre 1870, pour la durée du siège de Paris. En 1877, il prend en charge le séminaire de théologie protestant nouvellement créé et annexé à la Faculté de théologie de Paris. Il se rapproche des professeurs alsaciens qui ont opté pour la France, notamment Frédéric Lichtenberger. Il s'intéresse par conséquent de près au transfert de la Faculté de théologie protestante de Strasbourg à Paris, ce projet le décidant à reprendre ses études, il soutient une thèse de licence et devient maître de conférence en langue et littératures allemandes, chargé de cours de dogmatique luthérienne à la Faculté.  Il devient titulaire de la chaire en 1882. Il obtient brillamment son doctorat en 1894 grâce à une thèse sur la théologie de l'épître aux Hébreux, publiée et rééditée plusieurs fois.
Progressivement, Eugène Ménégoz développe sa propre pensée théologique libérale, appelée symbolo-fidéisme, dont l'ouvrage fondateur est Réflexions sur l'évangile du Salut (1879). Ainsi, L'objet de foi dépend de la philosophie et de l'histoire, qui sont les facteurs matériels de l'expression dogmatique. « Le croyant, dit-il ne peut exprimer sa foi que dans le langage de son temps, et cette expression tributaire de la conception du monde formant l'atmosphère spirituelle dans laquelle il vit. » — Ill faut donc dégager la foi de l'histoire et élaguer des récits bibliques les apports historiques. Or. « il n'y a pas, dans la Bible, un seul récit que l'on soit autorisé a ériger en article de foi ». Bien plus : « On considère les récits bibliques comme divinement inspirés et l'on s'efforce d'imposer aux chrétiens la croyance a ces récits, alors que leur historicité est controuvée ou du moins fort contestable. » Il rejette donc les récits de la création, du paradis terrestre, de la chute, du déluge qui sont irrecevables pour "un esprit cultivé". Dans le Nouveau Testament, l'histoire nous demande de rejeté la résurrection de l'acte de foi à moins que l'on ne l'interprète de manière symbolique. La résurrection est le symbole de la naissance de l'homme nouveau. L'Évangile est rempli de faits que l'on donne comme historiques, contre toute vraisemblance. — A plus forte raison, il faut libérer la foi de la philosophie pour lui restituer sa pureté primitive puisque la philosophie grecque a déformé le message évangélique primitif. — Le signe de l'action de l'Esprit-Saint en nous est « Un facteur mystérieux, spirituel, indépendant de notre esprit et le pénétrant néanmoins au point de se confondre avec lui, agit en nous; c'est le Saint-Esprit. » Il prétend que l'action de Dieu « immanent dans l'esprit de l'homme » est « immédiate, perçue par la conscience », que « nous nous trouvons là dans le domaine de l'intuition spirituelle de cette certitude morale qui est le résultat non de la réflexion ou du raisonnement, mais d'un témoignage intérieur portant en lui-même le cachet de la vérité ». — Mieux encore, ce Jésus nous parle, et nous entendons sa voix. « Nous la reconnaissons pour la voix de Dieu, car elle est en pleine harmonie avec la voix divine dans notre conscience. » Cette conscience remplace les Écritures, les miracles, les motifs externes de la croyance. C'est la transformation du principe cher à Calvin de l'inspiration du Saint-Esprit en chaque lecteur de l'Écriture. — Sur le dogme de la justification par la foi, le pardon est accordé à « Celui qui croit à celui qui m'a envoyé a la vie éternelle » M. Ménégoz s'en dit assuré par un mouvement de sa conscience. « Quand nous étudions ces documents, nous y retrouvons, sous les expressions les plus variées, la profession la plus unanime et la plus harmonieuse de la doctrine de la justification par la foi. » La théologie des fidéistes est essentiellement négative, éliminer tout ce que notre raison ne saurait s'assimiler. Ce qui reviendrait à rejeter l'Évangile. Mais, M. Ménégoz a aperçu le danger et, pour l'écarter, a cru découvrir un principe mystique supérieur à la raison : c'est « le sens des affinités spirituelles »  « Notre conscience religieuse sent ce qui est religieux, et notre raison naturelle sent ce qui rentre dans l'ordre des choses scientifiques, historiques et philosophiques. » Instinct divin, disait jadis J.-J. Rousseau.  Il n'en faut pas davantage pour apprécier cette doctrine impressionniste.  Son point de vue est dénoncé principalement par les luthériens orthodoxes et lui vaut un blâme de la Conférence pastorale luthérienne de Paris. Malgré tout, il a plusieurs alliés, dont son ami Auguste Sabatier qui approfondit ses réflexions et devient le deuxième pilier du mouvement.
Eugène Ménégoz est nommé doyen de la Faculté en 1901 pendant quelques mois. Il prend sa retraite en 1908, mais continue à publier régulièrement des ouvrages. Il meurt à Paris le 29 octobre 1921 et est inhumé au cimetière du Père-Lachaise (86e division).

## Distinctions
Eugène Ménégoz est fait chevalier de la Légion d'honneur, par décret du 16 juillet 1895. Sa décoration lui est remise par le professeur Auguste Sabatier. Il était également membre du Conseil supérieur de l'Instruction publique.

## Œuvres
- Étude dogmatique sur l'idée de l'Église, Strasbourg, G. Silbermann, 1862 - (thèse de baccalauréat de théologie).
- Réflexions sur l'évangile du Salut, Paris, Libr. Sandoz et Fischbacher, 1879.
- Le péché et la rédemption d'après Saint Paul, G. Fischbacher, 1882 - (thèse en français de licence).
- Quid de catechismo sentiendum sit, Paris, C. Noblet, 1882 - (thèse en latin de licence).
- La notion du catéchisme : étude de théologie pratique, Paris, Fischbacher, 1882.
- La prédestination dans la théologie paulinienne, Paris, Fischbacher, 1885.
- L'autorité de Dieu, réflexions sur l'autorité en matière de foi, Paris, Fischbacher, 1892.
- La notion biblique du miracle, 1894.
- La théologie de l'épître aux Hébreux, Paris, Fischbacher, 1894 - (thèse de doctorat).
- Le Salut d'après l'enseignement de Jésus-Christ, Paris, Fischbacher, 1899.
- Publications diverses sur le fidéisme et son application à l'enseignement chrétien traditionnel, Paris, Fischbacher, 1900–21, 5 volumes.
- Aperçu de la théologie d'Auguste Sabatier, Paris, Fischbacher, 1901.
- Étude comparative de l'enseignement de Saint Paul et de Saint Jacques sur la justification par la foi, Paris, Fischbacher, 1901.
- La mort de Jésus et le dogme de l'expiation, Paris, Fischbacher, 1905.
- L'anti-fidéisme : observations critiques sur « Les étapes du fidéisme » de M. Emile Doumergue, Paris, Fischbacher, 1906.
- Une triple distinction théologique : observations sur le rapport de la foi religieuse avec la science, l'histoire et la philosophie, Paris, Librairie Fischbacher, 1907.
- Pardon et justice : le pardon gratuit selon Jésus-Christ et la justice imputée selon Saint Paul, Paris, Fischbacher, 1907.
- La valeur religieuse des principes de la théologie évangélique moderne, Paris, Librairie Fischbacher, 1908.
- Le salut par la foi indépendamment des croyances : extraits des publications diverses sur le fidéisme, Paris, Fischbacher, 1913.
- Notre seul maître : réponse à une « lettre ouverte » de Paul Lobstein, professeur à la Faculté de Théologie protestante de l'Université de Strasbourg, Paris, Fischbacher, 1914.
- La miséricorde de Dieu et le dogme de l'expiation substitutive, Paris, Fischbacher, 1916.
- La guerre et le pacifisme, Paris, Fischbacher, 1916.